# Црква Светог Георгија у Темерину
Црква Светог Георгија у Темерину припада Епархији бачкој Српске православне цркве.
Српска православна црква посвећена Светом Георгију саграђена је 1994. године на црквеном земљишту које је дато црквеној заједници још за време Краљевине Југославије. Захваљујући донаторима и приложницима изграђен је парохијски дом и набављена је сва потребна опрема за одржавање богослужења. Црквена слава је Ђурђевдан и обележава се 6. маја.